# 李澤 (永樂進士)
李澤（14世紀—1457年），廣東高州府石城縣人，明朝政治人物。

## 生平
李澤重視道義、淡泊名利，是永樂三年（1405年）的舉人，四年（1406年）聯捷進士，獲授戶部主事，正統元年（1436年）陞郎中，官至福建鹽運使，辭官回鄉後如寒士般杜門著作，婉拒朝廷再次起用，景泰七年（1456年）十二月，廣西流賊龍山賊攻陷石城，他被擒不屈而死，家人一同遇害，墓在石鼓灣大嶺，入祀鄉賢祠。

## 引用
1. 1 2  嘉慶《［廣東］石城縣志·卷四》：李澤，中永樂乙酉舉人，登丙戌進士，歷官至運使，生平重道義、澹於榮利，中歲告歸田里，清約猶寒士，杜門著作不履於庭，繼詔起用力辭不就，景泰七年冬十二月，廣西賊、龍山賊陷城，被執不屈死，家口並遇害，崇祀鄉賢。
2. ↑  《明英宗睿皇帝實錄》·卷二十：（正統元年七月）癸卯陞戶部主事李澤、朱振俱為本部郎中。
3. ↑  光緒《高州府志·卷十一·建置四》：冢墓……石城縣……福建鹽運使李澤墓在縣東石鼓灣大嶺。
4. ↑  光緒《高州府志·卷三十七·人物十》：李澤，石城人，永樂丙戌進士，厯官至運使，重道義、澹於榮利，中年告歸田里，清約如寒士，杜門著作不履公庭，詔起進職，力辭不就。景泰七年冬十二月，廣西山賊陷城，被執不屈死，家口並遇害。 乾隆志忠烈傳，石城祀鄉賢